# عزیز العظمه
عزیز العظمه (عربی: عزیز العظمة؛ زادهٔ ۲۴ ژوئیه ۱۹۴۷) یک چهره دانشگاهی سوری و استاد گروه تاریخ، دانشگاه اروپای مرکزی، وین اتریش است. او کتاب‌ها و مقالاتی از جمله الاسلام و الحداثة (اسلام و مدرنیته) را نوشته است. در ماه مه ۱۹۹۳، او نشان لیاقت جمهور برای خدمات به فرهنگ عربی را از رئیس‌جمهور سابق تونس، زین العابدین بن علی دریافت کرد.

## زندگی
عزیز العظمه در ۲۴ ژوئیه ۱۹۴۷ در دمشق، سوریه به دنیا آمد. او مدرک دکتری خود در شرق‌شناسی را از کالج سنت آنتونی، آکسفورد (با نظارت آلبرت حورانی)دریافت کرد. او همچنین قبلاً در دانشگاه توبینگن و دانشگاه پنسیلوانیا تحصیل کرده بود.

## حرفه
او دوره‌های کارشناسی و کارشناسی ارشد (اگرچه اخیراً بر تدریس و تحقیق در مقطع کارشناسی ارشد متمرکز شده‌است) را در سراسر طیف موضوعی مطالعات تاریخی عربی و اسلامی، قرون وسطی و مدرن، در دانشگاه اروپای مرکزی، دانشگاه آمریکایی بیروت، دانشگاه ییل، دانشگاه کلمبیا، دانشگاه اکستر، دانشگاه کرنل، دانشگاه آکسفورد، دانشگاه کالیفرنیا، برکلی (استاد مدعو)، دانشگاه جورج تاون، و اخیراً در مؤسسه مطالعات تمدن‌های مسلمان دانشگاه آقاخان. تدریس کرده‌است.
او در هیئت تحریریه چندین مجله دانشگاهی از جمله مجله تاریخ قرون وسطی و ژورنال مطالعات عربی و اسلامی خدمت کرده‌است. علاوه بر این، العظمه به کنفرانس‌ها، گفتگوها، سمینارها، سخنرانی‌ها و سمپوزیوم‌های مختلف بین‌المللی دعوت شده‌است.
او در سال ۲۰۰۲ استاد دانشگاه اروپای مرکزی در بوداپست شد. سپس در سال ۲۰۱۰، به عنوان محقق مدعو در دانشگاه در دانشکده تاریخ و مطالعات بین رشته‌ای تاریخی مشغول به کار شد.

### کتاب الإسلام والحداثة
این کتاب در ۱۷ اکتبر ۱۹۹۶ منتشر شد. این کتاب تاریخچه تعامل اسلام و اروپا را بررسی می‌کند و اسطوره‌های مربوط به آن تعاملات ایجاد شده توسط دیدگاه‌های شرق‌شناس و اسلام‌گرا را تحلیل می‌کند. نسخه جدیدی در ۷ اوت ۲۰۰۹ منتشر شد که همچنین به بررسی «گفتمان پیرامون اسلام‌گرایی و خردگرایی پس از ۱۱ سپتامبر» می‌پردازد. 
گاردین نوشت: «این کتاب پرسش‌هایی ضروری را مطرح می‌کند که برای نگرانی‌های جهان معاصر اهمیت دارد». نیو استیتسمن نوشت که «عزیز العظمه شاید اصیل‌ترین متفکر این موضوعات در بریتانیای امروز باشد».

## جوایز و افتخارات
- ۱۹۹۳: نشان لیاقت جمهوری خواهان برای خدمات به فرهنگ عرب توسط رئیس‌جمهور سابق تونس، زین العابدین بن علی در ماه مه اعطا شد.[۲]
- ۲۰۰۵: کنفرانس بین‌المللی در دانشگاه اروپای مرکزی بوداپست به مناسبت دهمین سالگرد انتشار کتاب الإسلام والحداثة برگزار شد.

## کتاب
- Arabic Thought and Islamic Societies (1986) (اندیشه عربی و جوامع اسلامی)

- Ibn Khaldun: An Essay in Reinterpretation (1990) (ابن خلدون: جستاری در بازخوانی اندیشه)

- ألإسلام و الحداثة (۱۹۹۳) (انگلیسی: Islams and Modernities) (:اسلام و مدرنیته)

- Muslim Kingship: Power and the Sacred in Muslim, Christian and Pagan Polities (1997) (پادشاهی مسلمانان: قدرت و امر مقدس در سیاست‌های مسلمان، مسیحیان و بت پرستان)

- The Times of History: Universal Topics in Islamic Historiography (2007) (زمان‌های تاریخ: موضوعات جهانی در تاریخ‌نگاری اسلامی)

- The Emergence of Islam in Late Antiquity: Allah and His People (2014) (ظهور اسلام در اواخر دوران باستان: الله و امت او)